# Quarta Conferência Geral do Episcopado Latino-Americano
A  Quarta Conferência Geral do Episcopado Latino-Americano realizou-se em Santo Domingo, na República Dominicana, no período de 12 a 28 de outubro de 1992. João Paulo II a convocou oficialmente no dia 12 de dezembro de 1990, estabelecendo como tema: "Nova evangelização, Promoção humana, Cultura cristã", sob o lema: "Jesus Cristo ontem, hoje e sempre" (Hb 13,8). 
O CELAM fora o encarregado de preparar a Conferência, tendo divulgado o Documento de Consulta em 1991. Este, após as contribuições das Igrejas locais, transformou no Documento de Trabalho, base das discussões dos bispos e convidados. 
A Conferência de Santo Domingo marcava-se no contexto da celebração dos 500 anos do início da evangelização no Novo Mundo. Ela teria três objetivos: celebrar Jesus Cristo, ou seja, a fé e a mensagem do Senhor crucificado e ressuscitado; prosseguir e aprofundar as orientações de Medellín e Puebla; definir uma nova estratégia de evangelização para os próximos anos, respondendo aos desafios do tempo. Entre bispos, peritos e convidados participaram cerca de 350 pessoas. Destas, 234 eram bispos com direito a voto. 
A América Latina passara por diferentes mudanças desde 1979, data da última conferência. Havia-se alterado a situação política das repúblicas latino-americanas, passando de ditaduras de distintas matizes a regimes políticos mais ou menos democráticos. Constatara-se a derrocada do “socialismo real” e afirmava-se o neoliberalismo de cunho anglo-saxão. A violência do narcotráfico se estendia, em convivência com algumas guerrilhas. Nos anos 80 se acentuara a urbanização, evidenciando a miséria de grandes parcelas de população aglomeradas nas grandes cidades. 
Na Mensagem que os bispos da IV Conferência dirigiram aos povos da América Latina, diz-se expressamente que a Nova Evangelização foi a idéia central de todo o trabalho da Conferência. Todos os fiéis, especialmente os leigos e os jovens, são convocados para a Nova Evangelização. A IV Conferência Geral do Episcopado Latino-Americano quis traçar linhas fundamentais de um novo impulso evangelizador, que ponha Cristo no coração e nos lábios, na ação e na vida de todos os latino-americanos.” 
Em seu discurso inaugural, João Paulo II enfatizava que o chamado à nova evangelização é antes de tudo um chamado à conversão. “De fato, mediante o testemunho de uma Igreja cada vez mais fiel à sua identidade e mais viva em todas as suas manifestações, os homens e os povos poderão continuar a encontrar Jesus Cristo e, n’Ele, a verdade da sua vocação e da sua esperança, o caminho em direção à humanidade melhor.” 
Esta é a “nossa tarefa”, afirmava o Papa, “fazer que a verdade sobre Cristo e a verdade sobre o homem penetrem ainda mais profundamente em todos os segmentos da sociedade e a transformem”. 
João Paulo II explicava que “a nova evangelização não consiste num ‘novo evangelho’, que surgiria sempre de nós mesmos, da nossa cultura ou da nossa análise, sobre as necessidades do homem. Por isso, não seria ‘evangelho’, mas pura invenção humana, e a salvação não se encontraria nele”. 
“O Evangelho há de ser proclamado em total fidelidade e pureza, assim como foi conservado e transmitido pela Tradição da Igreja. Evangelizar é anunciar uma pessoa, que é Cristo”, afirmava o Papa João Paulo II.
O Papa pedia uma especial atenção à catequese e à liturgia. Apontava como desafios o secularismo e o avanço das seitas. Pedia ainda um olhar especial ao clamor dos pobres, à família, à defesa da vida, às culturas indígenas e afro-americanas, aos meios de comunicação e à religiosidade popular. Destacava o “desafio formidável” da contínua inculturação do Evangelho. A primeira parte das conclusões de Santo Domingo intitula-se “Jesus Cristo, Evangelho do Pai”. Abre com uma bela e profunda profissão de fé. Em seguida há um breve panorama dos 500 anos da primeira evangelização da América Latina. 
A segunda parte, a mais longa das conclusões, redige-se sob o título “Jesus Cristo, Evangelizador Vivo em Sua Igreja”. Apresenta elementos que serviriam de base para concretizar a estratégia evangelizadora para os próximos anos. 
Ao explicitar o termo “Nova Evangelização”, os bispos afirmam que se chama “Nova” em comparação àquela que fora uma primeira evangelização da América Latina, realizada nos últimos 500 anos. “É o conjunto de meios, ações e atitudes aptos para pôr o Evangelho em diálogo ativo com a modernidade e o pós-moderno, seja para interpretá-los, seja para deixar-se interpelar por eles. Também é o esforço por inculturar o Evangelho na situação atual das culturas de nosso Continente.” 
Os bispos recordam primeiramente que a Igreja é comunidade santa, pela presença nela do Cordeiro que a santifica por seu Espírito, convocada pela Palavra a pregar o Evangelho. A Igreja santa, com seu ministério profético, encontra o sentido último de sua convocação na vida de oração, louvor e ação de graças que o céu e a terra dirigem a Deus, razão pela qual a liturgia é cume ao qual tende toda a sua atividade. 
No desafio de implementar a Nova Evangelização, Santo Domingo enfatiza que a religiosidade popular é expressão privilegiada da inculturação da fé. “Não se trata só de expressões religiosas, mas também de valores, critérios, condutas e atitudes que nascem do dogma católico e constituem a sabedoria de nosso povo, formando-lhe a matriz cultural”. 
Ao delinear o rosto de uma Igreja particular “viva e dinâmica”, os bispos afirmam que é indispensável “promover o aumento e a adequada formação dos agentes para os diversos campos da ação pastoral” e “impulsionar processos globais, orgânicos e planificados que facilitem e promovam a integração de todos os membros do povo de Deus, das comunidades e dos diversos carismas, e os oriente à Nova Evangelização, inclusive a missão ad gentes”. 
Os bispos alentam ainda a fazer da pastoral familiar “prioridade básica, sentida, real e atuante”; traçam linhas pastorais para a promoção do sentido de unidade da Igreja, o cuidado da formação permanente de bispos, presbíteros, religiosos, o trabalho vocacional e a vida nos seminários, o ministério dos leigos.“Um laicato, bem estruturado com formação permanente, maduro e comprometido, é o sinal de Igrejas particulares que têm tomado muito a sério o compromisso da Nova Evangelização”. 
Ao recordar o compromisso missionário da Igreja latino-americana, Santo Domingo afirma que há carência de explícito programa de formação missionária na maioria dos seminários e casas de formação. Diante disso, pede às Igrejas particulares que se “introduza em sua pastoral ordinária a animação missionária, apoiada num centro missionário diocesano”. 
Ainda no contexto do anúncio do Reino a todos os povos, a IV Conferência afirma que o problema das seitas “adquiriu proporções dramáticas”. Assim, é preciso tornar “mais presente a ação evangelizadora da Igreja nos setores mais vulneráveis, como migrantes, populações sem atenção sacerdotal e com grande ignorância religiosa, pessoas simples ou com problemas materiais e familiares”. 
No capítulo dedicado à Promoção Humana, os bispos delegados da IV Conferência afirmam que “a falta de coerência entre a fé que se professa e a vida cotidiana é uma das várias causas que geram pobreza em nossos países”. 
Portanto, “a promoção deve levar o homem e a mulher a passar de condições menos humanas para condições cada vez mais humanas, até chegar ao pleno conhecimento de Jesus Cristo”. 
Os bispos denunciam as violações aos direitos humanos pelo terrorismo, repressão, assassínios, pela “existência de condições de extrema pobreza e de estruturas econômicas injustas que originam grandes desigualdades”. Fazem especial denúncia “às violências contra os direitos das crianças, da mulher e dos grupos mais pobres da sociedade”. 
Nesse sentido, pedem uma promoção mais eficaz e corajosa dos direitos humanos, comprometida na defesa dos direitos individuais e sociais do homem. Os bispos afirmam também a necessidade de comprometer-se com a defesa da vida desde o primeiro momento da concepção até seu último alento. Pedem ainda a promoção da reconciliação e da justiça. 
Ao falar de promoção humana, Santo Domingo apresenta ainda linhas pastorais para os temas da ecologia, da terra, do empobrecimento, “o mais devastador e humilhante flagelo que vive a América Latina e Caribe”, o tema do trabalho, da mobilidade humana, da ordem democrática, da nova ordem econômica, e da integração latino-americana. Para atuar junto a esses desafios é necessário “robustecer o conhecimento, difusão e prática da Doutrina Social da Igreja nos distintos ambientes”. 
No capítulo dedicado à Cultura Cristã, os bispos delegados afirmam que “podemos falar de uma cultura cristã quando o sentir comum da vida de um povo tem sido penetrado interiormente, ‘até situar a mensagem evangélica na base de seu pensamento, nos seus princípios fundamentais de vida, nos seus critérios de juízo, nas suas normas de ação’ e dali ‘projeta-se o ethos de um povo… nas suas instituições e em todas as estruturas’”. 
Segundo os bispos, “a inculturação do Evangelho é um processo que supõe reconhecimento dos valores evangélicos que se têm mantido mais ou menos puros na atual cultura; e o reconhecimento de novos valores que coincidem com a mensagem de Cristo”. 
“Uma meta da Evangelização inculturada será sempre a salvação e libertação integral de determinado povo ou grupo humano, que fortaleça sua identidade e confie em seu futuro específico, contrapondo-se aos poderes da morte, adotando a perspectiva de Jesus Cristo encarnado, que salvou a vida de todos partindo da fraqueza, da pobreza e da cruz redentora.” 
Santo Domingo cita entre os desafios a serem enfrentados pela inculturação do Evangelho a corrupção, a má distribuição de renda, as campanhas anti-natalistas, a deterioração da dignidade humana, o desrespeito à moral natural. Como linhas pastorais, incentiva trabalhar na formação cristã das consciências, zelar para que os meios de comunicação não manipulem nem sejam manipulados, a apresentar a vida moral como seguimento de Cristo, favorecer a formação permanente de clero e laicato, acompanhar pastoralmente os construtores da sociedade. Os bispos pedem ainda ações pastorais junto aos indígenas e aos afro-americanos. Como desafios à Nova Evangelização, os bispos apresentam ainda a “ruptura entre fé e cultura, conseqüência do fechamento do homem moderno à transcendência, e da excessiva especialização que impede a visão de conjunto”. 
A terceira parte do texto conclusivo da Conferência de Santo Domingo apresenta-se sob o título “Jesus Cristo, vida e esperança da América Latina. Ali se descrevem as linhas pastorais prioritárias estabelecidas pela Quarta Conferência. Os bispos comprometem-se em trabalhar em uma Nova Evangelização dos povos latino-americanos, à qual todos estão chamados, com ênfase na Pastoral Vocacional, com especial protagonismo dos leigos, mediante a educação contínua da fé e sua celebração, mediante a catequese e a liturgia, fortalecendo uma América Latina missionária para além de suas fronteiras. 
Os bispos comprometem-se a lutar por uma promoção integral do povo latino-americano e caribenho a partir de uma evangélica e renovada opção preferencial pelos pobres, a serviço da vida e da família; uma evangelização inculturada que penetre os ambientes marcados pela cultura urbana, que se encarne nas culturas indígenas e afro-americanas, com eficaz ação educativa e moderna comunicação. 
O símbolo do IV CELAM em Santo Domingo foi a cruz de mesmo nome da cidade onde se realizou a conferência. Diz-se que os espanhóis ao chegarem a América em 1492 cravaram a cruz em terras ameríndias para ser venerada pelos nativos. Estes só passaram a venerar a cruz após fazerem um corte em sua parte superior.